# (73502) 2002 RE224
2002 أر إي 224 (ويعرف أيضًا باسم (73502) 2002 أر إي 224 وفق تسمية الكوكب الصغير) (بالإنجليزية: 2002 RE224)‏ هو كويكب ضمن حزام الكويكبات؛ وترتيبه 73502 من حيث الاكتشاف.
اكتُشف هذا الجُرم الفلكي بواسطة مرصد لويل للبحث عن الأجرام القريبة من الأرض في 13 سبتمبر 2002.

## وصلات خارجية
- (73502) 2002 RE224 في قاعدة بيانات مختبر الدفع النفاث لأجرام النظام الشمسي الصغيرة

- الاكتشاف · مخطط المدار ·  العناصر المدارية · المعلمات المادية

- (73502) 2002 RE224 على موقع ويكي سكاي: DSS2, SDSS, GALEX, IRAS, Hydrogen α, X-Ray, Astrophoto, Sky Map, Articles and images